# Зыковы
Зыковы — русский дворянский род.
В 1573 году опричником Ивана Грозного числился Серой Зыков.
Род восходит к XV веку. Афанасий Тихонович Зыков был во второй половине XVII века думным дьяком (1676), думным дворянином (1682), Фёдор Тихонович — воеводой в Тамбове и окольничим, Фёдор Андреевич Зыков — воеводой в Сургуте и думным дворянином.
При подаче документов 28 мая 1686 года, для внесения рода в Бархатную книгу, была предоставлена родословная роспись Зыковых.
Этот род Зыковых внесён в VI часть родословных книг Тверской и Ярославской губерний.
Есть ещё 2 рода Зыковых, восходящие к XVII веку и внесённых в II и III часть родословной книги Ярославской и Калужской губерний. Остальные рода Зыковых — общим числом девять — более позднего происхождения.

## Известные представители
- Зыков Андрей Макарьевич — стольник (1640).
- Зыков Федор Андреевич — стольник, воевода в Сургуте (1644).
- Зыков Тихон Иванович — воевода на Ладоге (1651).
- Зыков Андрей Григорьевич — воевода в Осколе (1654).
- Зыков Федор — воевода в Тамбове (1672).
- Зыков Афанасий — дьяк, воевода на Двине (1673—1676) (два раза).
- Зыков Иван (большой) — воевода в Богородицке (1677).
- Зыков Дмитрий Федорович — стольник царицы Натальи Кирилловны (1676), стольник (1680).
- Зыковы: Иван Ларионович и Василий Кондратьевич — стольники царицы Евдокии Федоровны (1692)[4][5].